# Manequim (revista)
Manequim é uma revista brasileira publicada mensalmente pela Editora Escala. Seu público-alvo é formado principalmente por pessoas que gostam de moda (estilistas, costureiros e estudantes de moda), ou simplesmente pessoas que gostam de produzir suas próprias roupas.
A revista conta com várias seções nas quais constam informações diversas, como moldes para quem quer fazer suas roupas, preços em todos os modelos para quem quer comprar, dicas de como, quando e onde usar as peças da moda, técnicas de artesanato e idéias para decorar a casa, além de receitas de culinária para preparar e colecionar, entre outras. Fundada em 1959, a revista vem escrevendo uma linda história de sucesso, levando informação de moda para mulheres de todas as idades.
Em julho de 2014 a Editora Abril comunicou a transferência da Manequim e de mais nove de seus títulos de revistas para a Editora Caras. Tais transferências se referiam às revista “Aventuras na História”, “Bons Fluidos”, “Máxima”, “Minha Casa”, “Minha Novela”, “Recreio”, “Sou+Eu”, “Vida Simples” e “Viva Mais”.
De acordo com o comunicado, a Editora Caras passará a ser responsável pela produção de conteúdo, circulação e venda de publicidade da Manequim e dessas revistas. Contudo, os serviços de assinaturas, distribuição e gráfica continuarão a ser prestados pelo Grupo Abril, visto que as duas editoras são parceiras. A partir de 2018 a revista mudou sua circulação de mensal para bimestral.

## Seções
- Moda
- Beleza
- Cabelos
- Saúde
- Bem-estar
- Dieta
- Culinária
- Casa
- Trabalho
- Família
- Bebê
- Amor e sexo
- Novelas e famosos